# ジーン・ヴィンセント

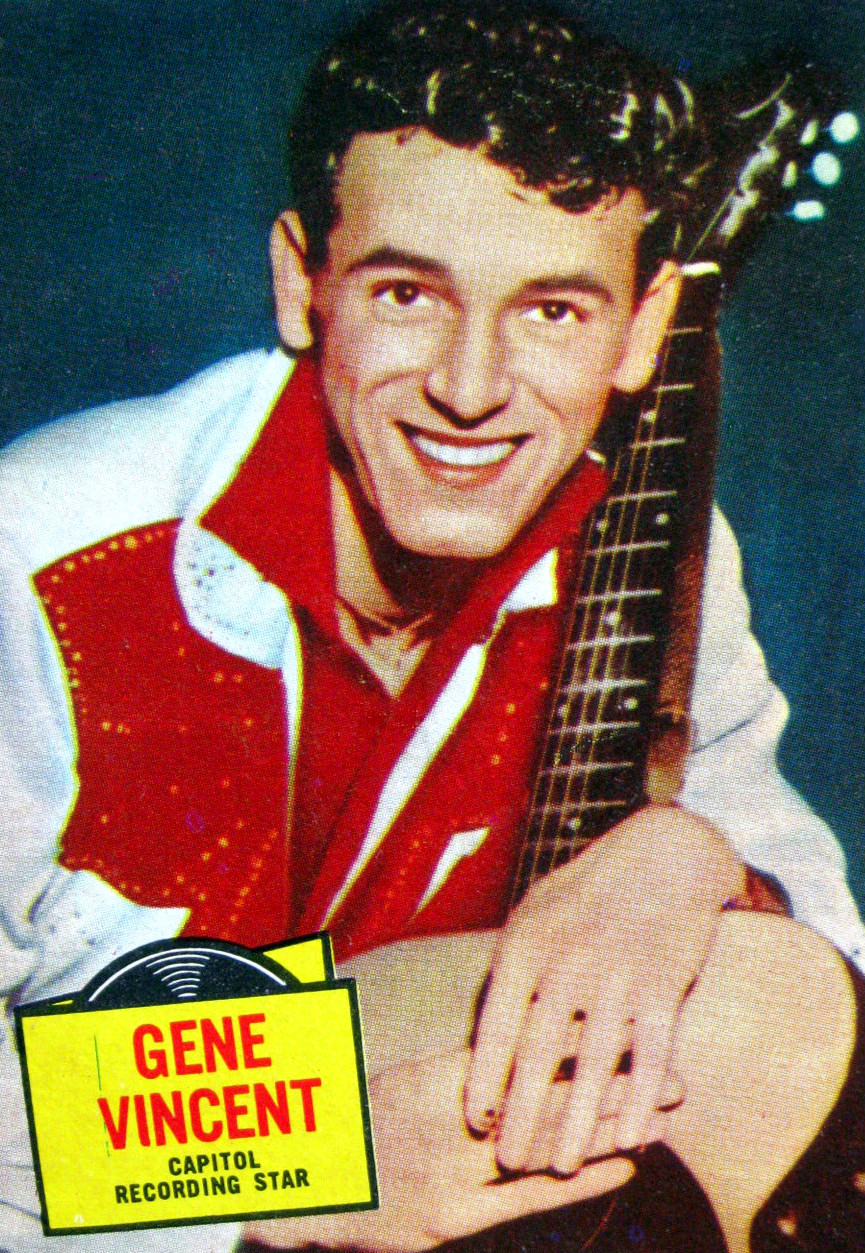
Gene Vincent (1957)

ジーン・ヴィンセント (Gene Vincent、1935年2月11日 - 1971年10月12日）は、アメリカ合衆国の1950年代のロカビリーミュージックのミュージシャン、シンガーであり　ジーン・ヴィンセント & ヒズ・ブルー・キャップス のヴォーカリストである。1956年に「ビー・バップ・ア・ルーラ」をヒットさせたことで知られる。そしてブルー・キャップスのギタリスト、クリフ・ギャラップのギター奏法のギャロッピングは今もなおその名を残している。またビートルズ等、後のロックンロールシーンにおいて彼等の与えた影響は大きい。

## ジーン・ヴィンセント & ヒズ・ブルー・キャップス
オリジナル・メンバー( - 1956)
- ジーン・ヴィンセント (Gene Vincent) (Vo,Gu)
- クリフ・ギャラップ (Cliff Gallup) (Gu)

「ローリング・ストーンの選ぶ歴史上最も偉大な100人のギタリスト」において2003年は第79位、2011年の改訂版では削除された。
- ウィリー・ウイリアムス (Willie Williams) (Gu)
- ジャック・ニール (Jack Neal) (Ba)
- ディッキー・ハレル (Dickie Harrell) (Dr)

## 略歴
1935年2月11日、アメリカ合衆国バージニア州ノーフォーク生まれ。本名ヴィンセント・ユージン・クラドック(Vincent Eugene Craddock)。生家はとても貧しく、大変苦労して育った。1947年、教会の賛美歌を聞き音楽(歌)に興味を持つ。1950年、サウス・ノーフォーク・ハイスクールへ進学。その頃からカントリーやブルースに興味を持ち始める。1952年、中退、アメリカ海兵隊へ。1955年7月、入隊中にオートバイ事故を起こし左足に大怪我を負うが、本人は左足の切断を拒否し、生涯にわたり足に障害を持つ事となる。除隊後ノーフォークのローカルラジオ局と契約。
1956年、ノースカロライナ州のラジオ局、WCMS（現WCMS-FM）のディスクジョッキー、ビル・（シェリフ・テックス）・デイビスに誘われカントリー・ショウに出演。これが良い評価を受ける。これを機にビルがマネージャーになり、地元のミュージシャンを集めバックバンドのブルー・キャップス(Blue Caps)を結成。カリフォルニア州ロサンゼルスのキャピトル・レコードへデモ・テープを送るが審査は難航。キャピトル幹部の反対多数の中、ジーンのヴォーカルに陶酔した一幹部のケン・ネルソンの強引な一押しで契約する事となる。
同年、デビュー・シングル"Woman Love"を発表するが、当初はB面曲だった"Be-Bop-A-Lula"がヒットして、全米ポップ・チャートで7位を記録した。他、映画『女はそれを我慢できない』、"Hot Rod Gang"に出演。シングル"Race With The Davil"（96位）、"Bluejean Bop"（34位）、 1957年、"Lotta Lovin'"/"Wear My Ring"（13位）、"Dance To The Bop"（23位）と発表するが、ロックンロールに飽き始めていたアメリカ合衆国ではその後ヒットしなかった。
アメリカ合衆国での活動に見切りをつけたジーンは、エディ・コクランやバディ・ホリー等と同様、拠点をヨーロッパに移し各国を周りかなり良い成果を得た。中でもイギリスではロックンロールが全盛期で特に人気があり、当時若年だったジョン・レノンやポール・マッカートニー等も度々ショウを観に行っていた。ジョンとポールは後年、それぞれのソロ・アルバム（『ロックン・ロール』、『公式海賊盤』）でジーンの"Be Bop A-Lula"をカバーしている。1960年4月16日、イギリスツアー中だったコクランらと共に乗ったタクシーが街路樹に衝突し、ヴィンセントらは助かったものの、コクランは重傷を負い翌日死亡した。
その後は若い頃にその影響を受けたビートルズやローリング・ストーンズ等の新しい時代のロックンロールが席巻すると共にいわゆるロカビリーと云われる古いスタイルのロックンロールは影を潜めていった。
1971年10月12日、キャピトルのあるロサンゼルスのインターバリー・コミュニティー・ホスピタルで、胃潰瘍のため息を引取る。享年36歳。ロサンゼルスのEternal Valley Memorial Park に埋葬された。
1998年にロックの殿堂入り。

## ディスコグラフィ

### キャピトル正規アルバム
- BLUE JEAN BOP! (1956)
- Gene Vincent and the Blue Caps (1957)
- GENE VINCENT ROCKS! AND THE BLUE CAPS ROLL (1958)
- a gene vincent record date (1959)
- SOUNDS LIKE GENE VINCENT (1959)
- TWIST CRAZY TIMES! GENE VINCENT (1960)
- the crazy beat of GENE VINCENT (1961)